# Rostripalpus longipennis
Rostripalpus longipennis är en fjärilsart som beskrevs av George Francis Hampson 1891. Rostripalpus longipennis ingår i släktet Rostripalpus och familjen mott. Inga underarter finns listade i Catalogue of Life.